# コッレ・ダンキーゼ
コッレ・ダンキーゼ（イタリア語: Colle d'Anchise）は、イタリア共和国モリーゼ州カンポバッソ県にある、人口約800人の基礎自治体（コムーネ）。

## 地理

### 位置・広がり

#### 隣接コムーネ
隣接するコムーネは以下の通り。
- バラネッロ
- ボヤーノ
- カンポキアーロ
- サン・ポーロ・マテーゼ
- スピネーテ
- ヴィンキアトゥーロ